# Anua selenaris
Anua selenaris är en fjärilsart som beskrevs av Achille Guenée 1852. Anua selenaris ingår i släktet Anua och familjen nattflyn. Inga underarter finns listade i Catalogue of Life.